# 陳起相
陳起相（？—17世紀），字梅安，敘州府溧水縣人，南明政治人物。

## 生平
陳起相是選貢出身，任河南道監察御史，跟隨永曆帝到安龍，對著孫可望也秉持公正。南明滅亡後，他和吳鼎出家為僧，遊走南直隸、湖廣，後來在遵義掌山隱居，改名聖符，字大友；與道士羅兆甡不出門三十年，巡撫張德純四次拜訪也未能見面，直到八十歲去世，文章雄健有力，稱為巨筆。

## 引用
1. 1 2  錢海岳《南明史·卷五十九·列傳第三十五》：陳起相，字梅安，富順人。選貢。官河南道御史，隨扈安龍，持正不阿孫可望。
2. ↑  錢海岳《南明史·卷五十九·列傳第三十五》：國亡，偕吳鼎為僧，尋徧走南直、湖廣諸山，後隱遵義掌山，名聖符，字大友。與高士羅兆甡足不出戶者三十年，饑寒嘯歌，蕭然塵外。巡撫張德純訪之再四，不得一見。年八十卒。文章沈雄稱巨筆。